# Palestinská kuchyně

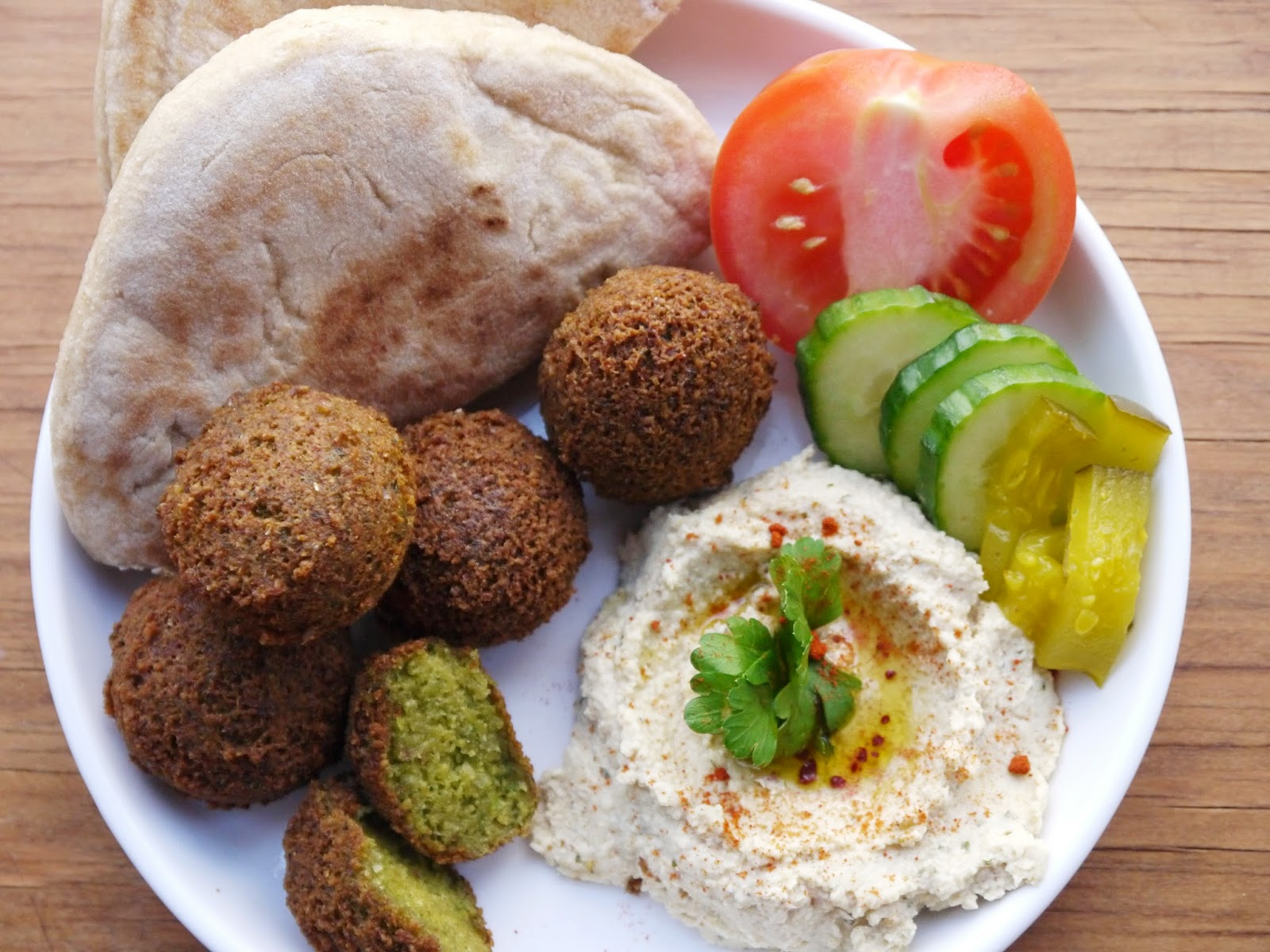
Falafel s pita chlebem, hummusem a zeleninou

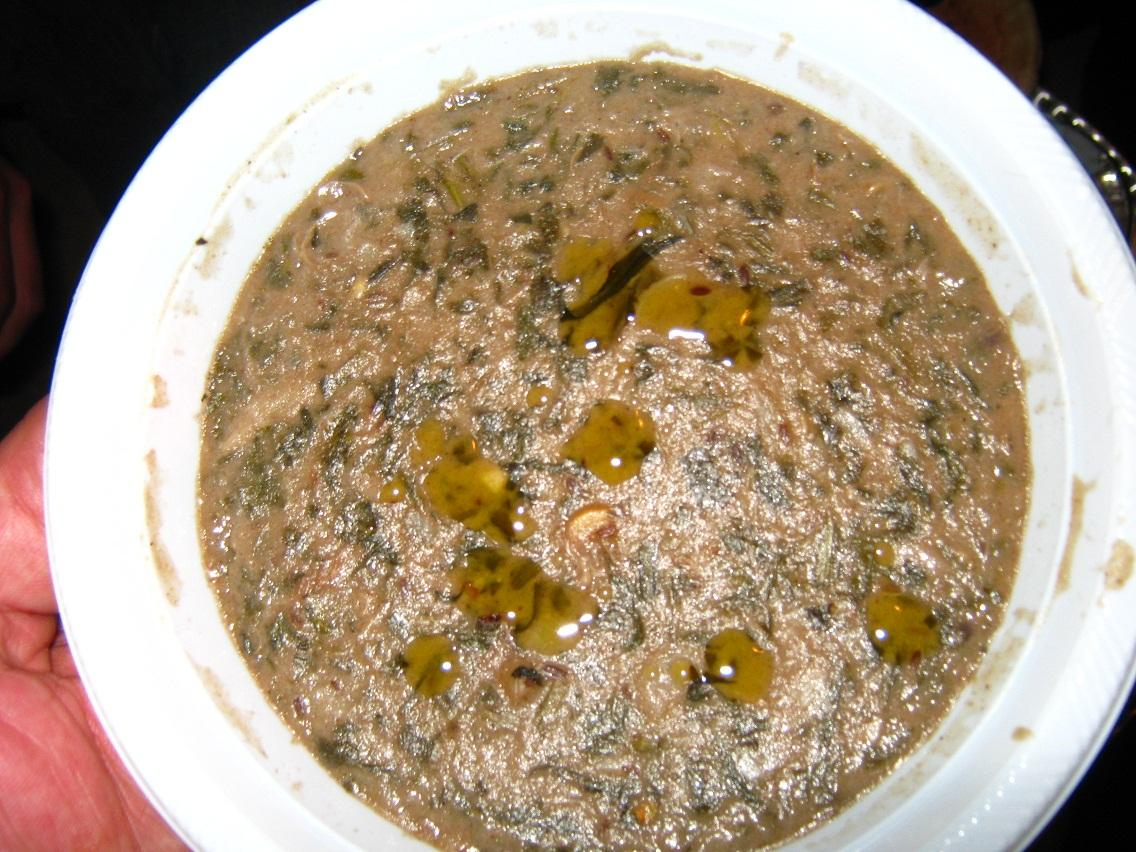
Sumaghiyyeh

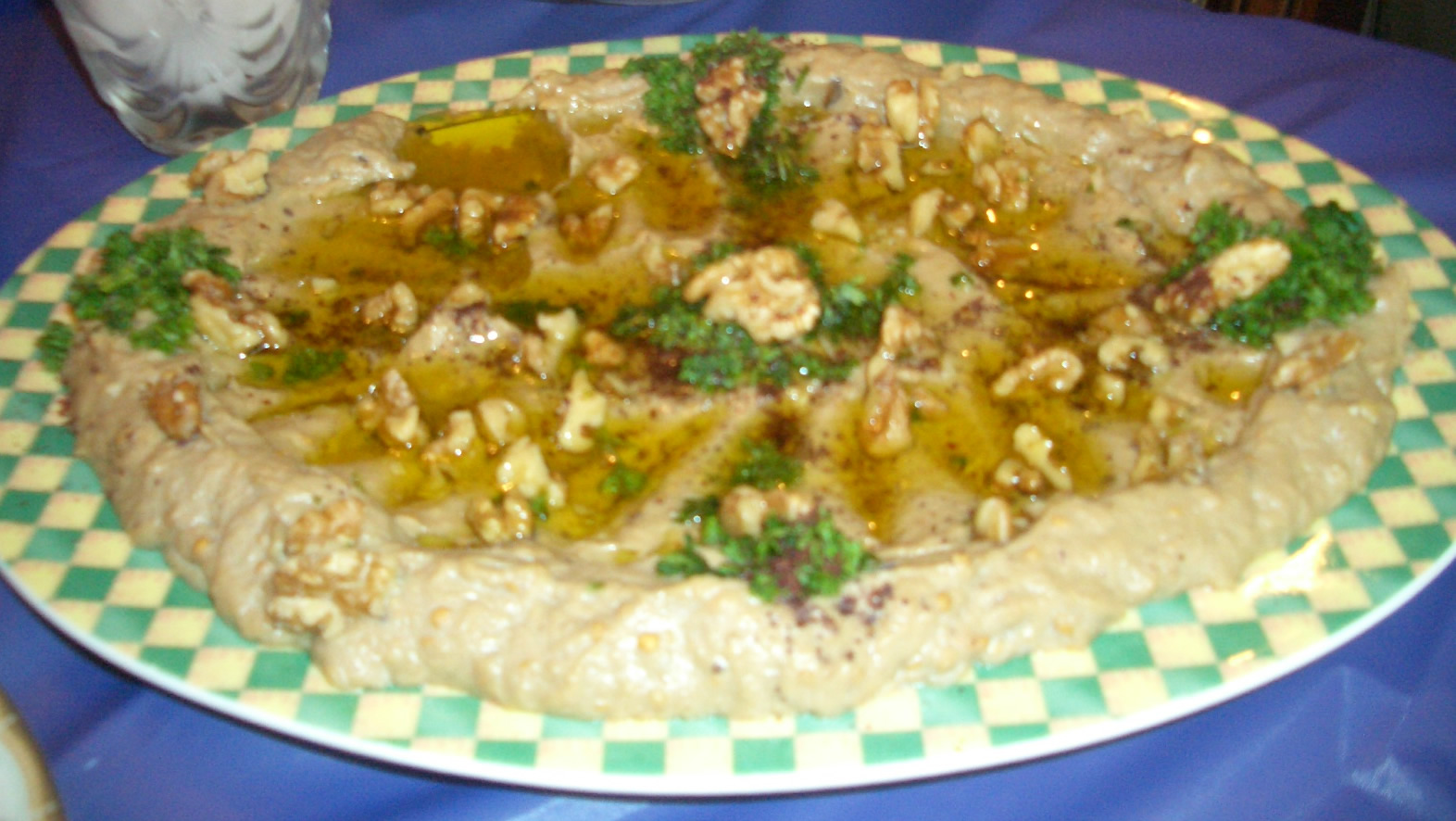
Baba ganuš

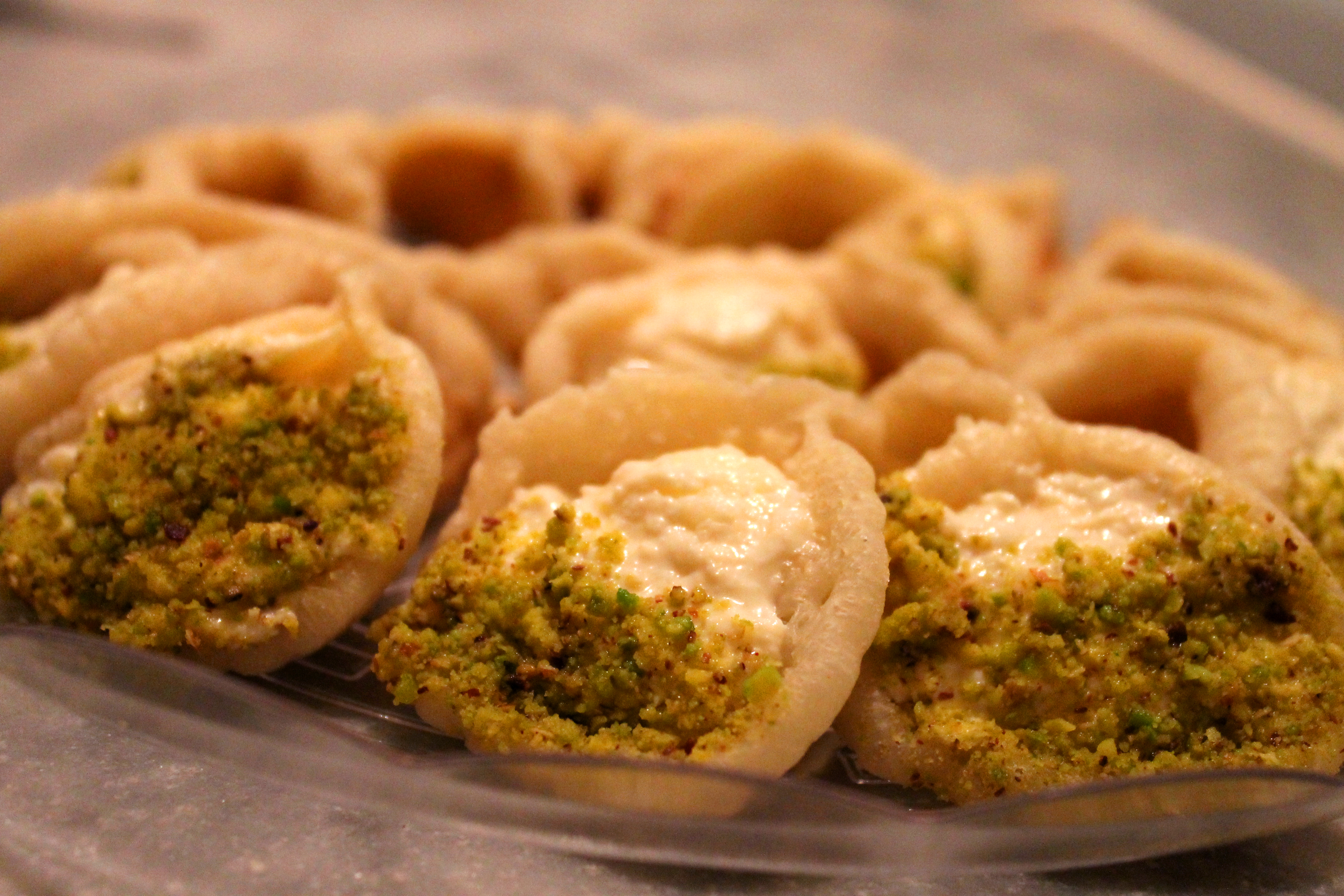
Qatayef

Palestinská kuchyně (arabsky: مطبخ فلسطيني) je kuchyně typická pro Palestinskou autonomii (Západní břeh a Pásmo Gazy). Vychází z arabské a částečně také turecké kuchyně a je obecně velmi podobná ostatním kuchyním z regionu Levanty (například libanonské nebo jordánské kuchyni). Někdy jsou pokrmy podávané formou meze (malých porcí). Kuchyně se regionálně liší: na Západním břehu se používá více masa, luštěnin a rýže, a je zde populární chléb vyráběný v tradiční peci zvané tabún. Populární je zde také kibbeh, masové koule s bulgurem. V Pásmu Gazy se díky jeho poloze u Středozemního moře používá více ryb a mořských plodů. Také se zde více používá chilli a další koření.

## Příklady palestinských pokrmů
Příklady palestinských pokrmů a nápojů:
- Hummus, pomazánka z cizrny
- Falafel, fritované kuličky z cizrny
- Pita chléb, často podávaný s kořením za’atar
- Kibbeh, masové koule s bulgurem
- Makluba, směs masa, zeleniny a rýže, která se vaří v hrnci a poté se vyklopí jako bábovka
- Sumaghiyyeh, směs tahiny, masa a zeleniny ochucená sumahem, speciality Gazy
- Mansaf, jehněčí maso vařené v jogurtové omáčce
- Musakhan, kořeněné opečené kuře podávané s chlebem tabún
- Maqali, smažená zelenina
- Baba ganuš, grilovaný lilek s tahinou, olivovým olejem, citronovou šťávou a česnekem
- Kanafeh, dezert ze sladkého těsta plněný sýrem
- Baklava, sladkost z vrstev těsta plněná ořechy, slazená sirupem
- Ka’ak, sušenky plněné ořechy
- Qatayef, sladké plněné kornouty, které mají základ z těsta podobného lívancům

## Příklady palestinských nápojů
Příklady palestinských nápojů:
- Káva
- Čaj
- Růžová voda
- Ovocné šťávy
- Z alkoholických nápojů je dostupný likér arak a pivo